# Runddysse von Snave

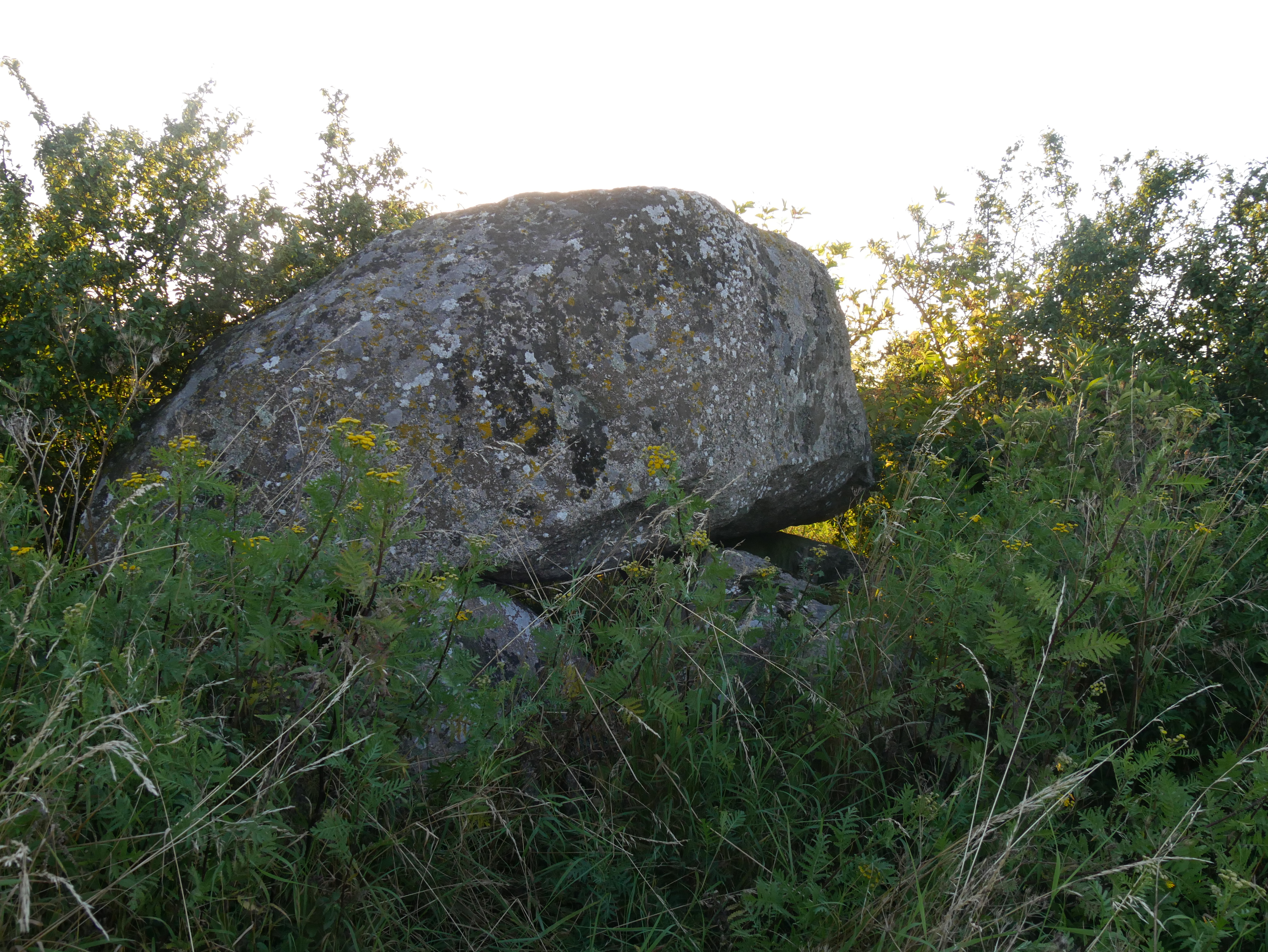
Runddysse von Snave

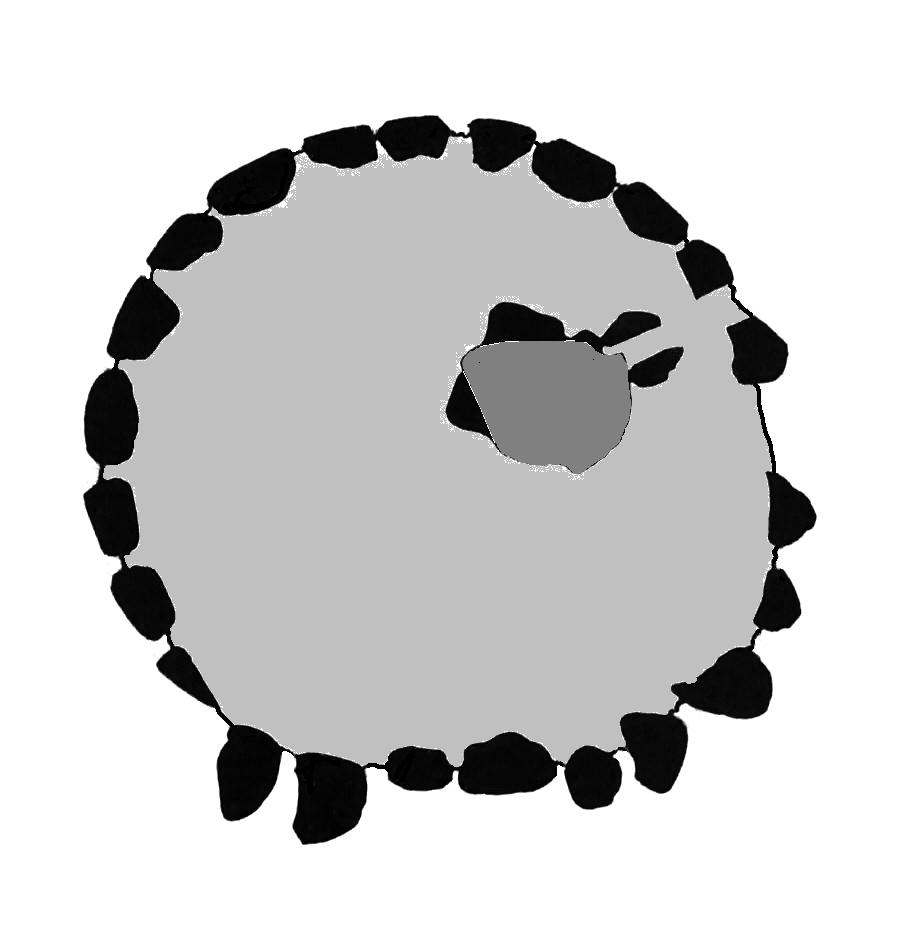
Schema eines Runddysse von oben gesehen

Der Runddysse von Snave liegt bei Stubberup auf der Halbinsel Hindsholm auf der dänischen Insel Fünen. Der Name Snave Dyssekammer kommt auf Fünen auch bei den Dolmen von Dreslette vor. 
Der bereits 1886 unter Schutz gestellte Runddysse ist eine Megalithanlage der Trichterbecherkultur (TBK), die zwischen 3500 und 2800 v. Chr. errichtet wurde. Sie besteht aus drei erhaltenen Tragsteinen und einem von zwei Decksteinen. Das südwestliche Zugangsteil fehlt. Reste des Hügels sind erhalten. 
In der Nähe, etwas nördlicher, liegen die Ganggräber Brockdorff 1–3.